# 千鳥 (名古屋市)
千鳥（ちどり）は、愛知県名古屋市港区の地名。現行行政地名は千鳥一丁目および千鳥二丁目。住居表示実施。

## 地理
名古屋市港区東部に位置する。西は名港一丁目・同二丁目、南は入船一丁目、北は港陽二丁目・同三丁目に接する。

## 歴史

### 町名の由来
海に関係する地名として命名されたが、当地には千鳥座なる芝居小屋があったことも関係したとみられる。

### 沿革
- 1925年（大正14年）4月1日 - 港区築地の一部により、同区千鳥町が成立する[1]。
- 1937年（昭和12年）10月1日 - 港区千鳥町となる[1]。
- 1973年（昭和48年）10月20日 - 千鳥一丁目が磯端町・稲荷町・港陽町・千鳥町・宝来町・元町の各一部、千鳥二丁目が磯端町・稲荷町・北倉町・高砂町・千鳥町・宝来町・元町の各一部によりそれぞれ成立する[1]。

## 世帯数と人口
2019年（平成31年）3月1日現在の世帯数と人口は以下の通りである。
| 丁目       | 世帯数  | 人口    |
| ---------- | ------- | ------- |
| 千鳥一丁目 | 271世帯 | 526人   |
| 千鳥二丁目 | 258世帯 | 542人   |
| 計         | 529世帯 | 1,068人 |

### 人口の変遷
国勢調査による人口の推移
| 1995年（平成7年）  | 1,314人 | [ WEB 6 ]  |  |
| 2000年（平成12年） | 1,271人 | [ WEB 7 ]  |  |
| 2005年（平成17年） | 1,096人 | [ WEB 8 ]  |  |
| 2010年（平成22年） | 1,153人 | [ WEB 9 ]  |  |
| 2015年（平成27年） | 1,102人 | [ WEB 10 ] |  |

## 学区
市立小・中学校に通う場合、学校等は以下の通りとなる。また、公立高等学校に通う場合の学区は以下の通りとなる。
| 丁目       | 番・番地等 | 小学校                 | 中学校               | 高等学校 |
| ---------- | ---------- | ---------------------- | -------------------- | -------- |
| 千鳥一丁目 | 全域       | 名古屋市立西築地小学校 | 名古屋市立東港中学校 | 尾張学区 |
| 千鳥二丁目 | 全域       | 名古屋市立西築地小学校 | 名古屋市立東港中学校 | 尾張学区 |

## 交通
- 国道23号（名四国道）[2]

## 施設
- 大日本木材防腐[2]
- 三井倉庫[2]
- 日塩[2]
- 名古屋市消防局港消防署[2]
- 名古屋市港プール[2]

1959年（昭和34年）設置。面積2,725平方メートルの屋外プール。老朽化と名四国道により水質が汚濁することから、1991年（平成3年）7月1日に新たに当知中央公園（当知一丁目）内に同名のプールが開業し、廃止された。
- 名古屋市営宝来荘[2]
- 小鳩幼稚園[2]
- 築地神社[2]

## その他

### 日本郵便
- 郵便番号 : 455-0031[WEB 3]（集配局：名古屋港郵便局[WEB 13]）。

### WEB
1. ↑  “愛知県名古屋市港区の町丁・字一覧”.   人口統計ラボ. 2017年4月8日閲覧。
2. 1 2  “町・丁目(大字)別、年齢(10歳階級)別公簿人口(全市・区別)”.   名古屋市 (2019年3月20日). 2019年3月21日閲覧。
3. 1 2  “郵便番号”.  日本郵便. 2019年3月17日閲覧。
4. ↑  “市外局番の一覧”.   総務省. 2019年1月6日閲覧。
5. 1 2  名古屋市役所市民経済局地域振興部住民課町名表示係 (2015年10月21日). “港区の町名一覧”.   名古屋市. 2020年11月15日閲覧。
6. ↑  総務省統計局 (2014年3月28日). “平成7年国勢調査の調査結果(e-Stat) - 男女別人口及び世帯数 －町丁・字等”. 2019年3月23日閲覧。
7. ↑  総務省統計局 (2014年5月30日). “平成12年国勢調査の調査結果(e-Stat) - 男女別人口及び世帯数 －町丁・字等”. 2019年3月23日閲覧。
8. ↑  総務省統計局 (2014年6月27日). “平成17年国勢調査の調査結果(e-Stat) - 男女別人口及び世帯数 －町丁・字等”. 2019年3月23日閲覧。
9. ↑  総務省統計局 (2012年1月20日). “平成22年国勢調査の調査結果(e-Stat) - 男女別人口及び世帯数 －町丁・字等”. 2019年3月23日閲覧。
10. ↑  総務省統計局 (2017年1月27日). “平成27年国勢調査の調査結果(e-Stat) - 男女別人口及び世帯数 －町丁・字等”. 2019年3月23日閲覧。
11. ↑  “市立小・中学校の通学区域一覧”.   名古屋市 (2018年11月10日). 2019年1月14日閲覧。
12. ↑  “平成29年度以降の愛知県公立高等学校（全日制課程）入学者選抜における通学区域並びに群及びグループ分け案について”.   愛知県教育委員会 (2015年2月16日). 2019年1月14日閲覧。
13. ↑  “郵便番号簿 2018年度版” (PDF).   日本郵便. 2019年4月14日閲覧。

### 新聞
1. 1 2 3  「滝や噴水など景観重視 港プールを一新 公園施設としても活用 広さ2倍 来夏完成」『中日新聞朝刊』1990年10月2日。

### 書籍
1. 1 2 3 4  名古屋市計画局 1992, p. 842.
2. 1 2 3 4 5 6 7 8 9 10 11  「角川日本地名大辞典」編纂委員会 1989, p. 1533.
3. ↑  名古屋市計画局 1992, p. 529.